# Оке Сейфарт
Оке Сейфарт (швед. Karl Åke Seyffarth; 15 січня 1919 року, Стокгольм, Швеція — 1 січня 1998 року, Мура, Швеція ) — колишній спортсмен, шведський ковзаняр, дворазовий призер зимових Олімпійських ігор 1948 року, призер чемпіонату світу з ковзанярського багатоборства та чемпіонату Європи з бігу на ковзанах.

## Життєпис
Оке Сейфарт народився у місті Мура, лен комуна Мура, Швеція. Професійно тренувався на базі клубу «IF Linnéa», Стокгольм. Багаторазовий призер шведських юнацьких, регіональних, національних та міжнародних змагань (Internationales Rennen, Träningslöp, Vergleichskampf FIN-SWE и т.п.).

### Результати
Бронзовою медаллю завершився виступ Сейфарт на чемпіонаті світу з ковзанярського багатоборства 1947 року в місті — Осло. За результатами виступів 15—16 лютого на стадіоні Біслетт з підсумковим результатом 199.175 він зайняв трете місце, поступившись вищими сходинками суперникам з Норвегії (Сверре Фарстад, 197.345 — 2е місце) та Фінляндії (Лассі Парккінен, 196.872 — 1е місце).
Найбільшого успіху за свою кар'єру Сейфарт досяг на зимових Олімпійських іграх 1948 року. Він був заявлений для участі в забігові на 500, 1 500, 5 000 та 10 000 м. 2 лютого 1948 року на олімпійському стадіоні Санкт-Моріц в забігові на 1500 м м він фінішував другим з результатом 2:18.1. При цьому поступившись першістю суперникові з Норвегії (Сверре Фарстад, 2:17.6 — 1е місце), але обігнавши іншого норвезького ковзаняра (Одд Люндберг, 2:18.9 — 3е місце).
Наступну медаль на цих зимових Олімпійських іграх Сейфарт здобув під час забігу на 10 000 м серед чоловіків. 3 лютого 1948 року на олімпійському стадіоні Санкт-Моріц з результатом 17:26.3 він виборов золото змагання. Сейфарт обігнав суперників з Фінляндії (Лассі Парккінен, 17:36.0 — 2е місце) та (Пентті Ламміо, 17:42.7 — 3е місце).

### особисті досягнення
| забіг    | дата          | результат | місце            |
| -------- | ------------- | --------- | ---------------- |
| 500 м    | 31 січня 1942 | 43.20     | Давос, Швейцарія |
| 1000 м   | 31 січня 1942 | 1.27,50   | Давос, Швейцарія |
| 1500 м   | 29 січня 1942 | 2.14.20   | Давос, Швейцарія |
| 3000 м   | 31 січня 1942 | 4.43,50   | Давос, Швейцарія |
| 5000 м   | 3 лютого 1941 | 8.13,70   | Давос, Швейцарія |
| 10 000 м | 3 лютого 1942 | 17.07,50  | Давос, Швейцарія |